# Vrede van Aat
De Vrede van Aat, gesloten op 4 juni 1357, was een vredesverdrag tussen het graafschap Vlaanderen en het hertogdom Brabant.  Het werd gesloten op neutraal terrein, in het Henegouwse stadje Aat. 

## Voorgeschiedenis
Toen hertog Jan III van Brabant op 5 december 1355 overleed, had hij alleen nog drie dochters als erfgenamen. Alle drie waren ze goed getrouwd:  Johanna (°1322) met graaf Willem IV van Holland en Henegouwen en later met hertog Wenceslaus I van Luxemburg, Margaretha (°1323) met graaf Lodewijk van Vlaanderen, en Maria (°1325) met hertog Reinoud van Gelre.  De echtgenoten van de twee jongste dochters betwistten de erfopvolging van hun oudste zuster, die misschien kinderloos zou blijven, en deze ordinaire familieruzie leidde tot de Brabantse Successieoorlog. 
Na de slag bij Scheut op 17 augustus 1356 had een Vlaams leger alvast de Brabantse hoofdstad Brussel ingenomen.  Ook Mechelen en Antwerpen kwamen in de handen van Margaretha en Lodewijk. Maar de noordelijke steden Breda en 's-Hertogenbosch bleven trouw aan Johanna en Wenceslaus.  

## Verdrag
Een klein jaar later werd de zaak in Aat bijgelegd met Willem V van Holland en Henegouwen als scheidsrechter.  Die was officieel neutraal, maar feitelijk had hij de Vlaamse kant gekozen. De vrede bepaalde dat de hertogtitel van Brabant weliswaar aan Johanna bleef, maar dat die zou overgaan op Margaretha of haar afstammelingen als Johanna kinderloos zou sterven.  Die kans was reëel want zij was al aan haar tweede echtgenoot toe en er waren geen kinderen in het verschiet. Ook bleven in afwachting Antwerpen en Mechelen onder Vlaamse controle.  
De clausule over de erfopvolging werd door keizer Karel IV niet bekrachtigd. De keizer, een halfbroer van Wenceslas, had eerder dat jaar, op 9 februari 1357, met Brabant de conventie van Maastricht afgesloten. Brabant zou vervallen aan het Boheemse Huis als Johanna kinderloos zou sterven.  

## Uiteindelijke opvolging
Bijna een halve eeuw later, op 1 september 1406 overleed Johanna in Brussel inderdaad kinderloos. De Staten van Brabant beslisten over de opvolging en het hertogdom Brabant kwam -zoals de vrede van Aat bepaald had- in handen van een erfgename van Margaretha.  Dat was intussen haar dochter Margaretha van Male, die getrouwd was met de Bourgondische hertog Filips de Stoute. Maar het was hun tweede zoon, Anton van Bourgondië, die na de dood van zijn tante in 1406 de titel van hertog van Brabant en Limburg kreeg.  Anton had een jaar eerder, na de dood van zijn moeder in 1405, ook al het markgraafschap Antwerpen gekregen.  Zo was Brabant, na 50 jaar scheiding, weer in één hand verenigd.  Opnieuw tegen de wil van de keizer lieten de Staten van Brabant de erfopvolging in 1425 aan Antons zoon Jan IV van Brabant en in 1427 aan Jans jongere broer Filips van Saint-Pol. Toen die laatste korte tijd later, in 1430, kinderloos stierf was het terug aan de oudste mannelijke lijn vanaf Margaretha van Male en haar echtgenoot Filips de Stoute, met name de Vlaamse graaf en Bourgondische hertog Jan zonder Vrees. Zo kreeg Filips de Goede ook de Brabantse hertogtitel en geraakten de twee belangrijkste gewesten in de Lage Landen, Vlaanderen en Brabant, uiteindelijk toch in één hand verenigd, een personele unie die bijna vier eeuwen zal duren, tot aan de Franse bezetting (1794) en annexatie (1795), waarna beide gebieden voor goed tot eenzelfde staatsstructuur zullen behoren.